# 福爾傑岩

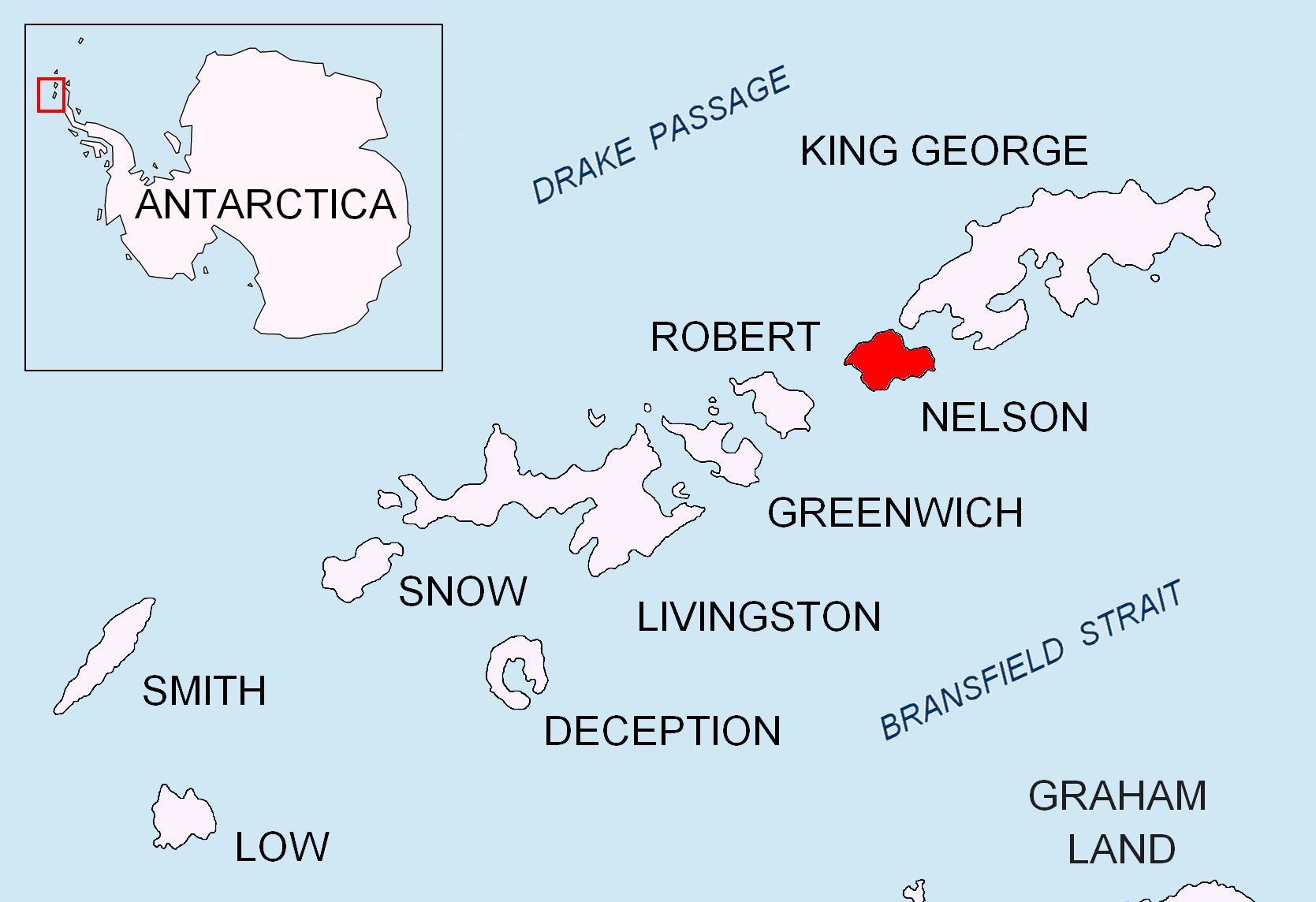

福爾傑岩（英語：Folger Rock），是南極洲的岩石，位於南設得蘭群島的納爾遜島，處於哈曼尼角以北5公里，在1961年由英國南極名稱諮詢委員會命名，現時由南極條約體系管理。